# Vialaea
Vialaea is een geslacht van schimmels uit de familie Vialaeaceae. De typesoort is Vialaea insculpta. Het geslacht werd voor het eerst in 1896 beschreven door de mycoloog Pier Andrea Saccardo.

## Soorten
Volgens Index Fungorum bevat het geslacht vier soorten (peildatum maart 2023):
| Soortnaam                             | Auteur(s)          | Publicatiejaar |
| ------------------------------------- | ------------------ | -------------- |
| Vialaea bambusae                      | Hara               | 1913           |
| Vialaea insculpta (Hulstzoolspoortje) | (Fr.) Sacc.        | 1896           |
| Vialaea mangiferae                    | Senan. & K.D. Hyde | 2014           |
| Vialaea minutella                     | Petr.              | 1952           |